# Бюлер, Уокер
Уокер Энтони Бюлер (англ. Walker Anthony Buehler; род. 28 июля 1994, Лексингтон, Кентукки) — американский бейсболист, питчер клуба Главной лиги бейсбола «Лос-Анджелес Доджерс». Победитель Мировых серий 2020 и 2024 годов. Двукратный участник Матча всех звёзд лиги. Победитель студенческой Мировой серии в составе команды университета Вандербильта.

## Биография

### Ранние годы и начало карьеры
Уокер Бюлер родился 28 июля 1994 года в Лексингтоне в штате Кентукки. Он один из четырёх детей в семье Тони Бюлера и его супруги Карен. В 2012 году он окончил старшую школу имени Генри Клея. В составе её бейсбольной команды Бюлер три раза побеждал в чемпионате округа, установил школьный рекорд по количеству сделанных за сезон страйкаутов. Дважды его включали в символические сборные звёзд города и штата. На драфте Главной лиги бейсбола 2012 года его в четырнадцатом раунде выбрал клуб «Питтсбург Пайрэтс», но от подписания контракта Бюлер отказался.
В 2013 году он поступил в университет Вандербильта, изучал политологию и социологию. В дебютном сезоне в бейсбольном турнире NCAA он сыграл в шестнадцати матчах. Лучшим в студенческой карьере Бюлера стал сезон 2014 года. По ходу турнира он провёл две полных игры, вместе с командой стал победителем Мировой серии среди колледжей. Летом он выступал в студенческой Лиге Кейп-код за «Ярмут-Деннис Ред Сокс», был признан самым ценным игроком плей-офф лиги. После окончания сезона Бюлер был вызван в состав студенческой сборной США. В 2015 году он пропустил две недели из-за травмы локтя, после возвращения был одним из лидеров команды, вышедшей в университетскую Мировую серию. В плей-офф Бюлер одержал победу в финале регионального турнира.
На драфте Главной лиги бейсбола 2015 года Бюлер был выбран клубом «Лос-Анджелес Доджерс» в первом раунде под общим 24 номером. Директор по скаутингу Билли Гаспарино охарактеризовал его как «опытного питчера с тремя сильными подачами». В технический арсенал игрока входили фастбол скоростью до 96 миль в час, кервбо и слайдер. В августе 2015 года Бюлер перенёс операцию по восстановлению связок локтевого сустава. На поле он вернулся в июле 2016 года, дебютировав в профессиональном бейсболе в составе «Грейт Лейкс Лунс». В следующем сезоне он выступал за «Ранчо-Кукамонга Куэйкс» и «Талсу Дриллерс». В июле его перевели на уровень AAA-лиги в «Оклахому-Сити». В сентябре Бюлер был вызван в основной состав «Доджерс» и дебютировал в Главной лиге бейсбола. До конца регулярного чемпионата он сыграл в восьми матчах и не попал в заявку команды на плей-офф.

### Главная лига бейсбола
Сезон 2018 года Бюлер начал в составе «Оклахомы-Сити», но быстро был возвращён в основной состав «Доджерс». Четвёртого мая он вышел стартовым питчером на игру против «Сан-Диего Падрес» и провёл на поле шесть иннингов без пропущенных хитов, став автором комбинированного ноу-хиттера вместе с Тони Синграни, Йими Гарсией и Адамом Либераторе. В период с 11 августа до конца регулярного чемпионата он играл на уровне ведущих питчеров лиги, позволяя соперникам отбивать с эффективностью всего 14,7 %. В октябре Бюлер одержал победу в дополнительном матче против «Колорадо Рокиз», определявшем победителя Западного дивизиона Национальной лиге. Благодаря этому «Доджерс» стали первыми в дивизионе в шестой раз подряд. Всего в регулярном чемпионате он выиграл восемь матчей, его показатель пропускаемости составил 2,62. Вместе с командой он дошёл до Мировой серии против «Бостон Ред Сокс».
В 2019 году Бюлер был одним из трёх ведущих питчеров команды наряду с Клейтоном Кершоу и Рю Хёнджином. По ходу регулярного чемпионата он установил личные рекорды по количеству матчей в стартовом составе и сыгранных иннингов. Впервые в карьере его пригласили на Матч всех звёзд лиги. За сезон Бюлер одержал четырнадцать побед при четырёх поражениях с пропускаемостью 3,26. Осенью он занял девятое место в голосовании, определявшем обладателя приза Сая Янга.
Сокращённый из-за пандемии COVID-19 сезон 2020 года разделился для Бюлера на две части. В первых четырёх матчах его показатель пропускаемости составил 5,21, а в следующих девяти — 1,69. В концовке регулярного чемпионата тренерский штаб снизил нагрузку на него из-за появившихся на правой руке мозолей. По этой же причине игровое время Бюлера в его двух первых матчах в плей-офф ограничили четырьмя иннингами в каждом. Всего в плей-офф он провёл пять матчей и установил клубный рекорд по количеству сделанных страйкаутов. Он помог команде сравнять счёт в Чемпионской серии Национальной лиги против «Атланты», одержав победу в шестой игре. В победной Мировой серии Бюлер выиграл третий матч, сделав десять страйкаутов за шесть иннингов.